# Stemma dell'Aukštaitija
Lo stemma dell'Aukštaitija è lo stemma storicamente adottato dalla regione storica di Aukštaitija in Lituania.
R. Rinkunas ha ridisegnato sia lo stemma attualmente adottato dalla regione etnografica, sia la bandiera di Aukštaitija: sono state entrambe adottate il 5 luglio 2006.

Bandiera dell’Aukštaitija

## Descrizione
Il rosso sta a significare vita, amore, coraggio, spargimento di sangue per la Patria; l'argento indica la dignità, l'onestà, la sincerità. Aukštaitija è la culla della civiltà lituana: cristianamente, si potrebbe paragonare al battesimo, il sacramento incipit della vita religiosa. Per questo sono gli angeli che stanno tenendo il suo stemma: è una forma di esaltazione e di simbolica protezione di quella terra. Sulla parte bassa dello stemma una scritta in lingua latina: PATRIAM TUAM MUNDUM EXISTIMA, ossia considera la tua patria come il mondo intero. Ci ricorda che la conoscenza del mondo inizia con la madrepatria.